# إيبريما كولي
ايبريما كولي (مواليد 1 فبراير 2000) هو لاعب كرة قدم غامبي يلعب في مركز الجناح في نادي سبيزيا الإيطالي.

## روابط خارجية
- ايبريما كولي على موقع الاتحاد الأوربي (الإنجليزية)
- ايبريما كولي على موقع اتحاد تركيا (لاعب) (الإنجليزية)
- ايبريما كولي على موقع قاعدة بيانات كرة القدم.إي يو (الإنجليزية)
- ايبريما كولي على موقع ناشيونال فوتبول تيمز (الإنجليزية)
- ايبريما كولي على موقع Soccerway.com (الإنجليزية)
- ايبريما كولي على موقع عالم كرة القدم.نت (الإنجليزية)